# Joseph Pevney
Joseph Pevney (Nova Iorque, 15 de setembro de 1911 – Palm Desert, 18 de maio de 2008) foi um diretor de cinema e televisão norte americano.

## Biografia
Pevney nasceu em Nova Iorque, Nova Iorque. Ele começou como vaudeville, sendo menino soprano, em 1924. Apesar dele odiar vaudeville, ele amava teatro e desenvolveu uma carreira como ator, aparecendo em peças como Home of the Brave, The World We Make, Key Largo, Golden Boy e Nature Son. Uma curta carreira no cinema se seguiu; sua aparição mais notável foi no clássico de boxe de 1947 Body and Soul (1947), interpretando o papel de Pequeno Pulaski.
Subsequentemente, Pevney se tornou um prolífico diretor de cinema e televisão, abandonando quase que completamente a carreira de ator, com uma carreira contendo mais de 80 produções entre 1950 e 1984. Entre os filmes estão Female on the Beach com Joan Crawford e Jeff Chandler, Tammy and the Bachelor com Debbie Reynolds e Leslie Nielsen, Man of a Thousand Faces com James Cagney, The Crowded Sky e 3 Ring Circus.
Pevney também trabalhou em várias séries de televisão, incluindo Bonanza, Mission: Impossible, The Rockford Files, Fantasy Island e The Incredible Hulk. Junto com Marc Daniels, ele é o diretor que mais dirigiu episódios da série original de Star Trek, com 14, incluindo clássicos e favoritos dos fãs como "The City on the Edge of Forever", "The Devil in the Dark", "Arena", "Amok Time", "The Trouble With Tribbles" e "Journey to Babel". Os executivos da NBC, emissora que transmitia Star Trek, Herbert F. Solow e Robert H. Justman, em seu livro Inside Star Trek: The Real Story, escrevem que:
| “ | Joseph Pevney era um ex-ator que virou diretor. Alguns antigos atores se tornam bons diretores; alguns se tornam diretores picaretas. Pevney era o primeiro, porém mais do que apenas "bom". | ” |

Pevney morreu em 18 de maio de 2008 em Palm Desert de complicações relacionadas a sua idade, ele tinha 96 anos.